# 劉侑學
劉侑學，是臺灣高等教育產業工會理事、國立中正大學社福所博士候選人；曾任大同技術學院社服系兼任講師、國立中正大學通識中心兼任講師、臺灣社會福利學會副秘書長、台灣青年勞動九五聯盟執行委員。2016年6月8日起任職國家年金改革委員會委員，立場為：
|  | 目前年金改革的討論是技術層次的問題，更要留意整個人口結構的問題（人口失衡），如少子女化、長照等。老人沒有好的長照體系，所以需要現金，是可以理解的，但我們對於托育的協助太少，導致年輕夫妻不敢多生，沒有綜合的政策，這種情況繼續下去，不管費率多高、給付刪到多少，未來的勞動力人數恐怕無法應付高齡化社會，無法支撐財務健全的年金體系。 現在大家都固守自己的一塊，但政府有責任提出全方位改革藍圖，6月23日會議總統提了方向，政府應該更廣泛來做，目前氛圍陷入政府與利害關係人對峙的緊張關係，反倒忽略制度永續發展。 不應該只停留在細節的論辯，政府應有責提出更廣泛的政策藍圖，才不會可惜了這次的改革契機。 |

## 外部連結
- 總統府國家年金改革委員會-委員名單 （页面存档备份，存于）
- 劉侑學：藍綠兩黨，「一直與勞工站在一起」 （页面存档备份，存于）

| 中華民國政府職務 | 中華民國政府職務                     | 中華民國政府職務 |
| ---------------- | ------------------------------------ | ---------------- |
| 中華民國總統府   |                                      |                  |
| 前任： '         | 國家年金改革委員會委員 2016年6月8日- | 繼任： '         |